# Кем (станція)
Кем (рос. Кемь) — залізнична станція Петрозаводського відділення Жовтневої залізниці в місті Кем (Республіка Карелія). Розташована між станцією Мягрєка і роз'їздом 846 км.

## Загальні відомості
Станція була відкрита в 1916 році під час будівництва Мурманської залізниці в повітовому місті Кем Архангельської губернії. Станція була, поряд з Сорокою і Кандалакшею, одним з опорних пунктів будівництва дороги, оскільки через неї морським шляхом здійснювалось завезення матеріалів. У роки Німецько-радянської війни станція залишалася в радянському тилу, однак зазнавала бомбардуваннь, в ході яких було зруйновано первинну будівлю вокзалу. Існуючий вокзал був побудований в 1970-ті роки, з первинних споруд до наших днів збереглась водонапірна башта.
На схід від станції відходить нині не діюча і частково розібрана 12-кілометрова лінія до селища Рабочеостровськ на узбережжя Білого моря, що завершується станцією Кем-Пристань біля Кемського лісопильно-деревообробного заводу і морського порту. Вона була побудована також в 1916 році.
Станція Кем є кінцевою для електропоїздів, що курсують: на південь — до станцій Ведмежа Гора і Маленьга, на північ — до станції Лоухі. До 2000-х років існувало приміське сполучення зі станцією Кем-Пристань. На станції Кем зупиняються всі поїзди далекого прямування, що проходять через неї.
У другій половині 1980-х років почалася електрифікація дільниці Лоухі — Кем. Вона була завершена в 1988 році, після чого в кемське депо прийшли перші електровози. Роком пізніше контактна мережа була продовжена до Бєломорська.
У Кемі діє експлуатаційне локомотивне депо ТЧ-26 Жовтневої залізниці. Також діє вузлова залізнична лікарня, відкрита в 1929 році.

## Пасажирські перевезення
Поїзди далекого прямування 
| Цілорічний обіг поїздів | Цілорічний обіг поїздів     | Цілорічний обіг поїздів | Цілорічний обіг поїздів     |
| № поїзда                | Маршрут руху                | № поїзда                | Маршрут руху                |
| ----------------------- | --------------------------- | ----------------------- | --------------------------- |
| 15 «Арктика»            | Мурманськ — Москва          | 16 «Арктика»            | Москва — Мурманськ          |
| 21                      | Мурманськ — Санкт-Петербург | 22                      | Санкт-Петербург — Мурманськ |
| 65                      | Мурманськ — Мінськ          | 66                      | Мінськ — Мурманськ          |
| 91                      | Мурманськ — Москва          | 92                      | Москва — Мурманськ          |
| 373                     | Мурманськ — Вологда         | 374                     | Вологда — Мурманськ         |

| Сезонний обіг поїздів | Сезонний обіг поїздів    | Сезонний обіг поїздів | Сезонний обіг поїздів    |
| № поїзда              | Маршрут руху             | № поїзда              | Маршрут руху             |
| --------------------- | ------------------------ | --------------------- | ------------------------ |
| 225                   | Мурманськ — Адлер        | 226                   | Адлер — Мурманськ        |
| 241                   | Мурманськ — Москва       | 242                   | Москва — Мурманськ       |
| 285                   | Мурманськ — Новоросійськ | 286                   | Новоросійськ — Мурманськ |
| 293                   | Мурманськ — Анапа        | 294                   | Анапа — Мурманськ        |

Приміські поїзди 
Весь рік три рази на тиждень на південь з Кемі курсують електропоїзди до станції Маленьга. На північ, також тричі на тиждень, — до станції Лоухі. Влітку в південному напрямку курсують електропоїзди до станції Ведмежа Гора.